# Площадь Ленина (Махачкала)

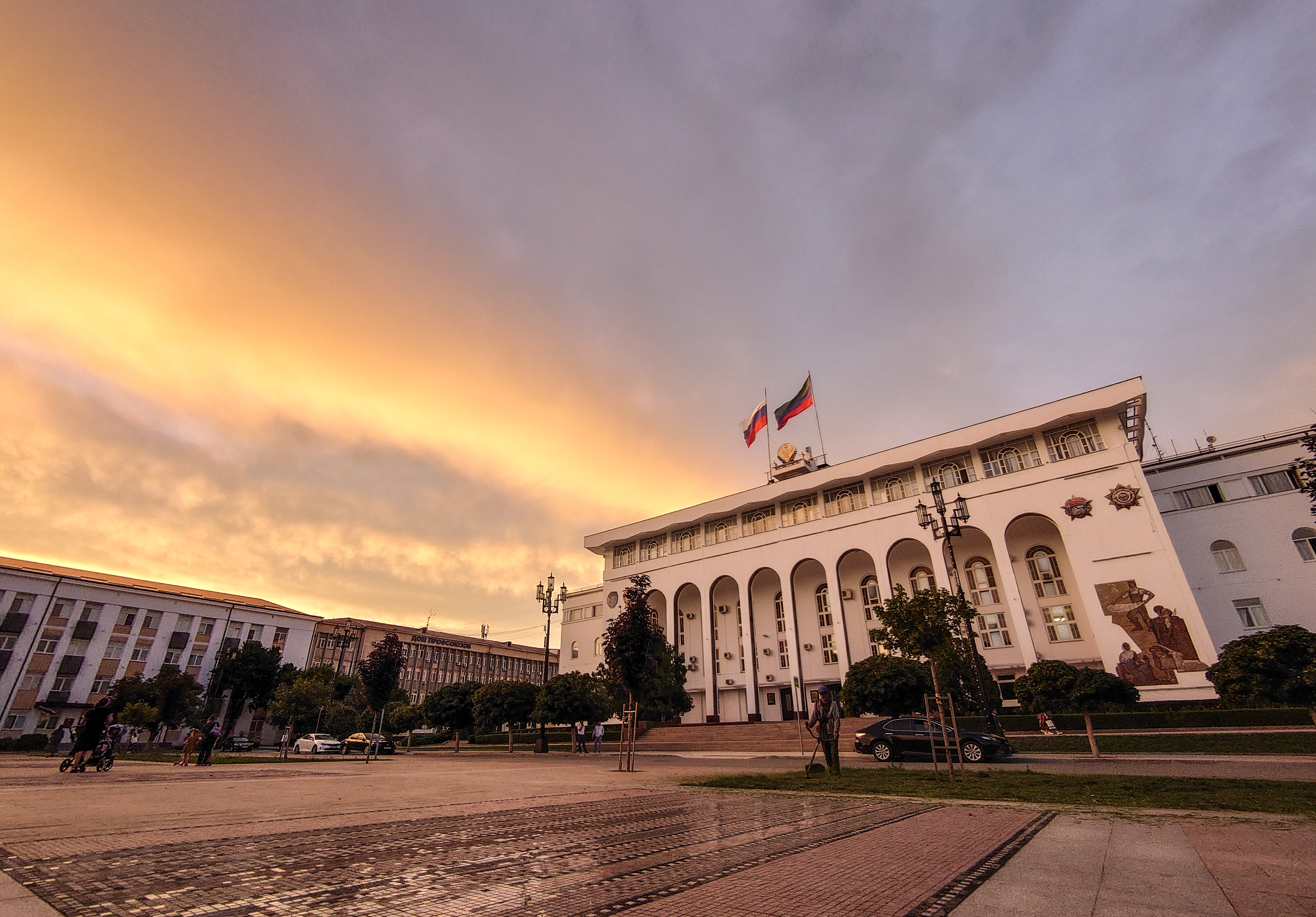
Дом правительства республики Дагестан

Площадь Ленина — главная площадь столицы Дагестана Махачкалы, расположенная в Советском районе. Названа в честь советского политического и государственного деятеля Владимира Ильича Ленина.

## Описание
Северо-западной границей площади является улица Гусаева. На запад от площади уходит улица Магомеда Гаджиева. От северо-восточного угла площади начинается одна из главных улиц города — проспект Расула Гамзатова.
В центре площади установлен памятник Ленину.

## История
При советской власти меняла названия — площадь Сталина.
В 1998 году на площади прошёл крупный митинг, переросший в захват здания Госсовета Дагестана.
В конце 2019 года центральная площадь Махачкалы была открыта после проведенной масштабной реконструкции. Ремонт проводился за счет средств мэрии Москвы.

## Объекты

### Здания и учреждения
- 1 — Здание Правительства Республики Дагестан [2].
- 2 — Здание администрации города Махачкалы [3].
- 3 — Дагестанский государственный медицинский университет
- 4 — Этнобутик «Дагестан»
- 5 — Мечеть имени имама Дагестана и Чечни шейха Шамиля
- 6 — Храм Святого равноапостольного Князя Владимира
- 7 — Дом Дружбы
- 8 — Министерство Внутренних Дел Дагестана

Фотографии объектов на площади
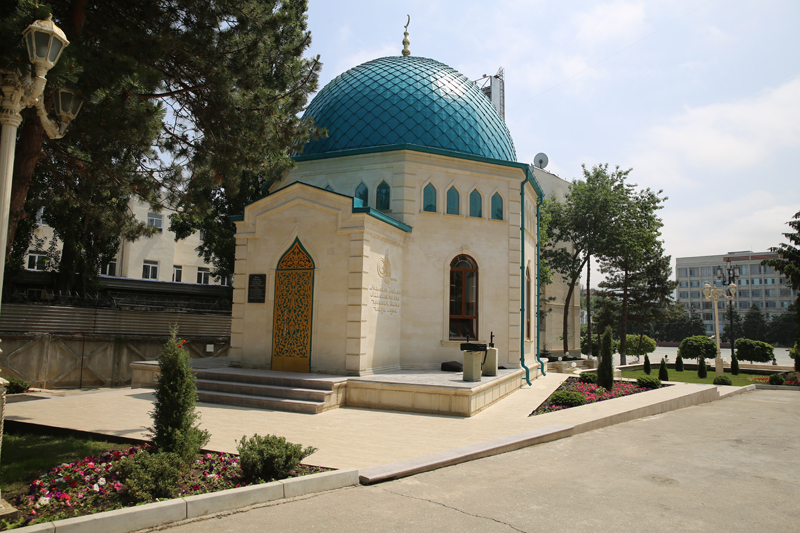
Мечеть имени имама Дагестана и Чечни шейха Шамиля
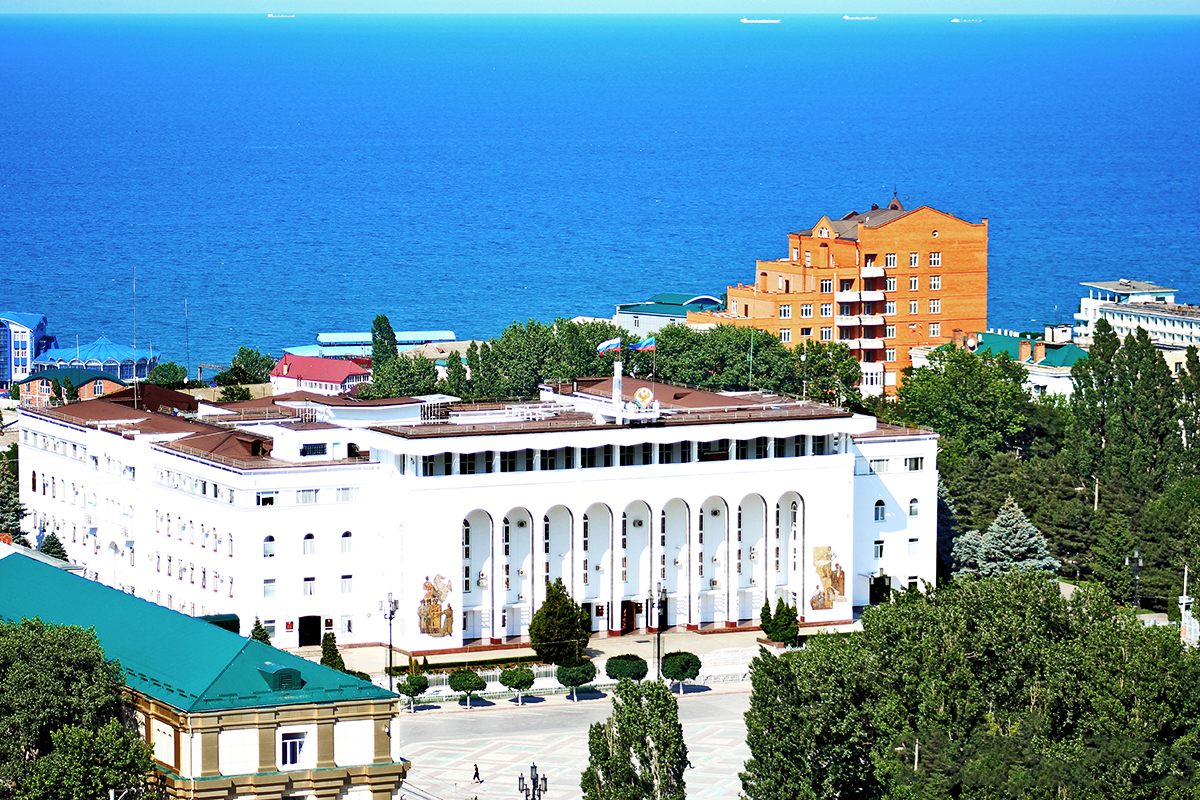
Здания Правительства Республики Дагестан
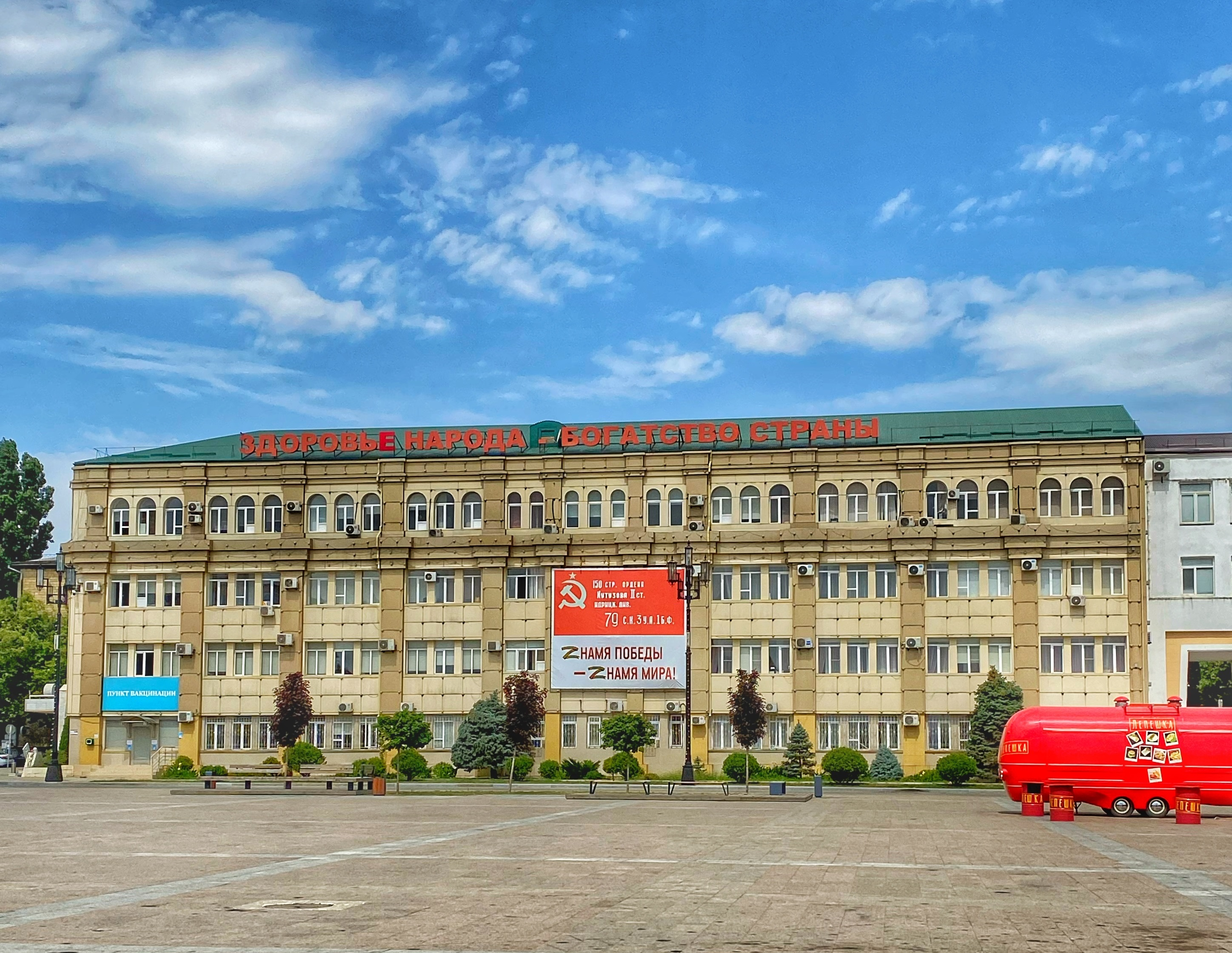
Здание Дагестанского государственного медицинского университета
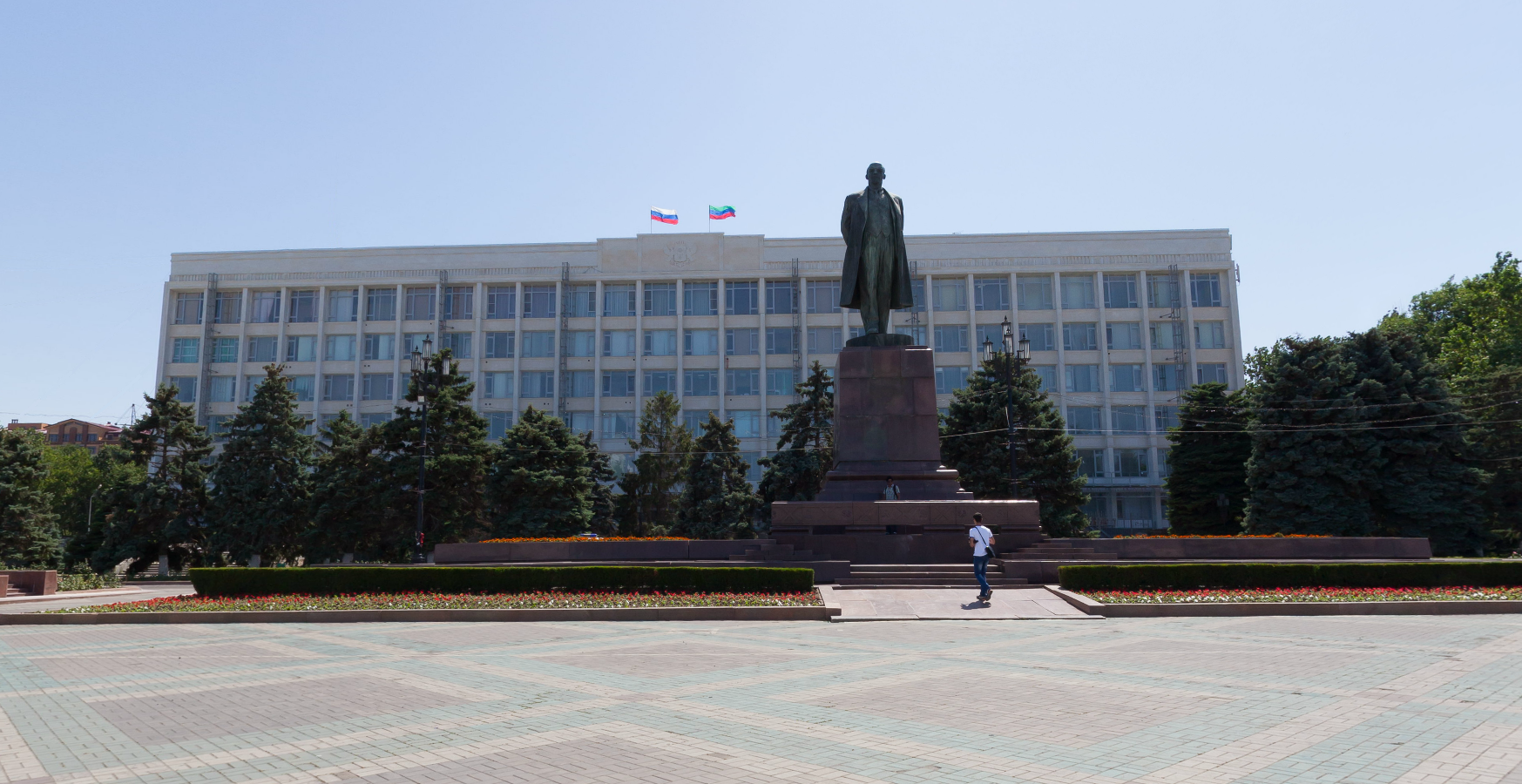
Здание администрации города Махачкалы
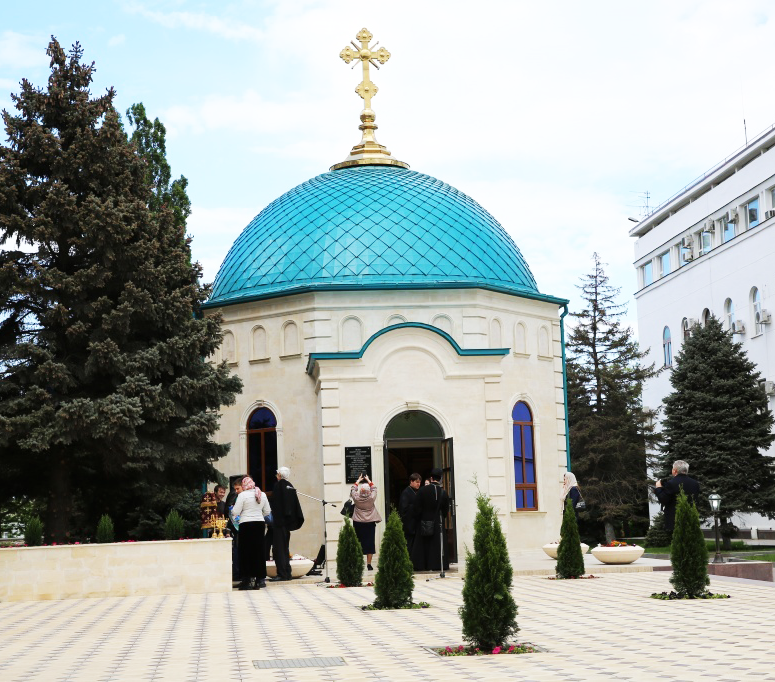
Храм Святого Князя Владимира
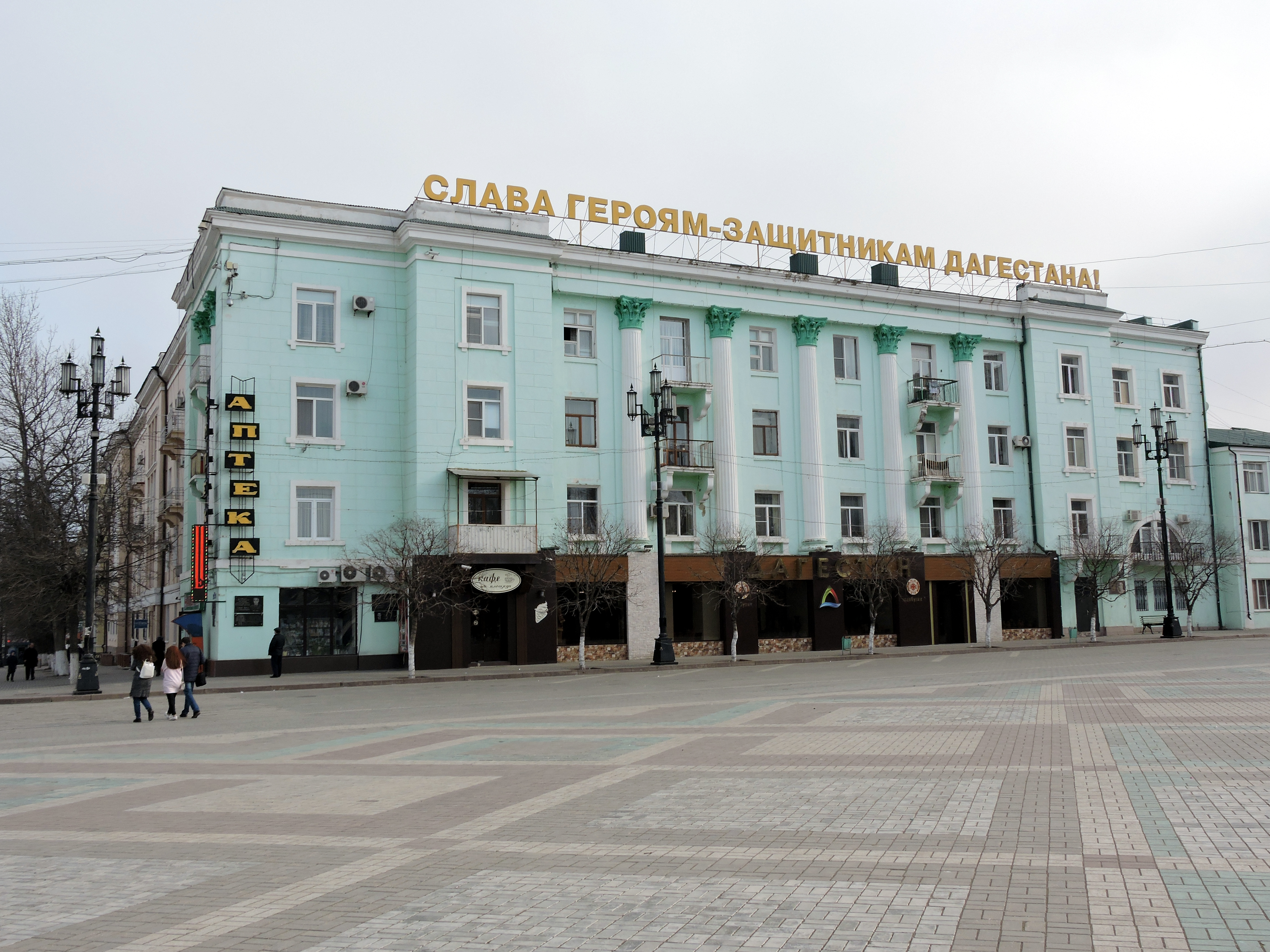
Этнобутик Дагестан
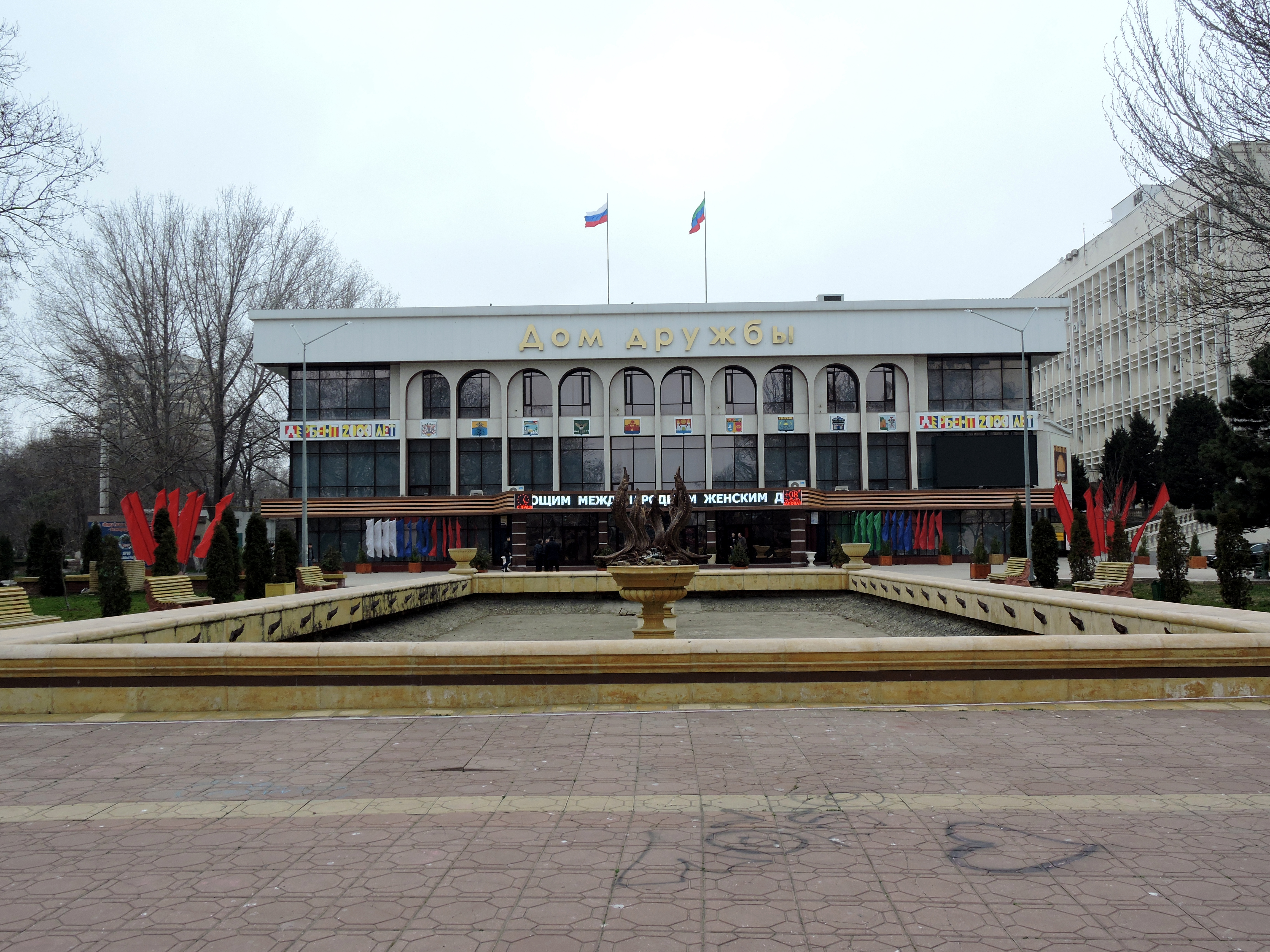
Дом Дружбы
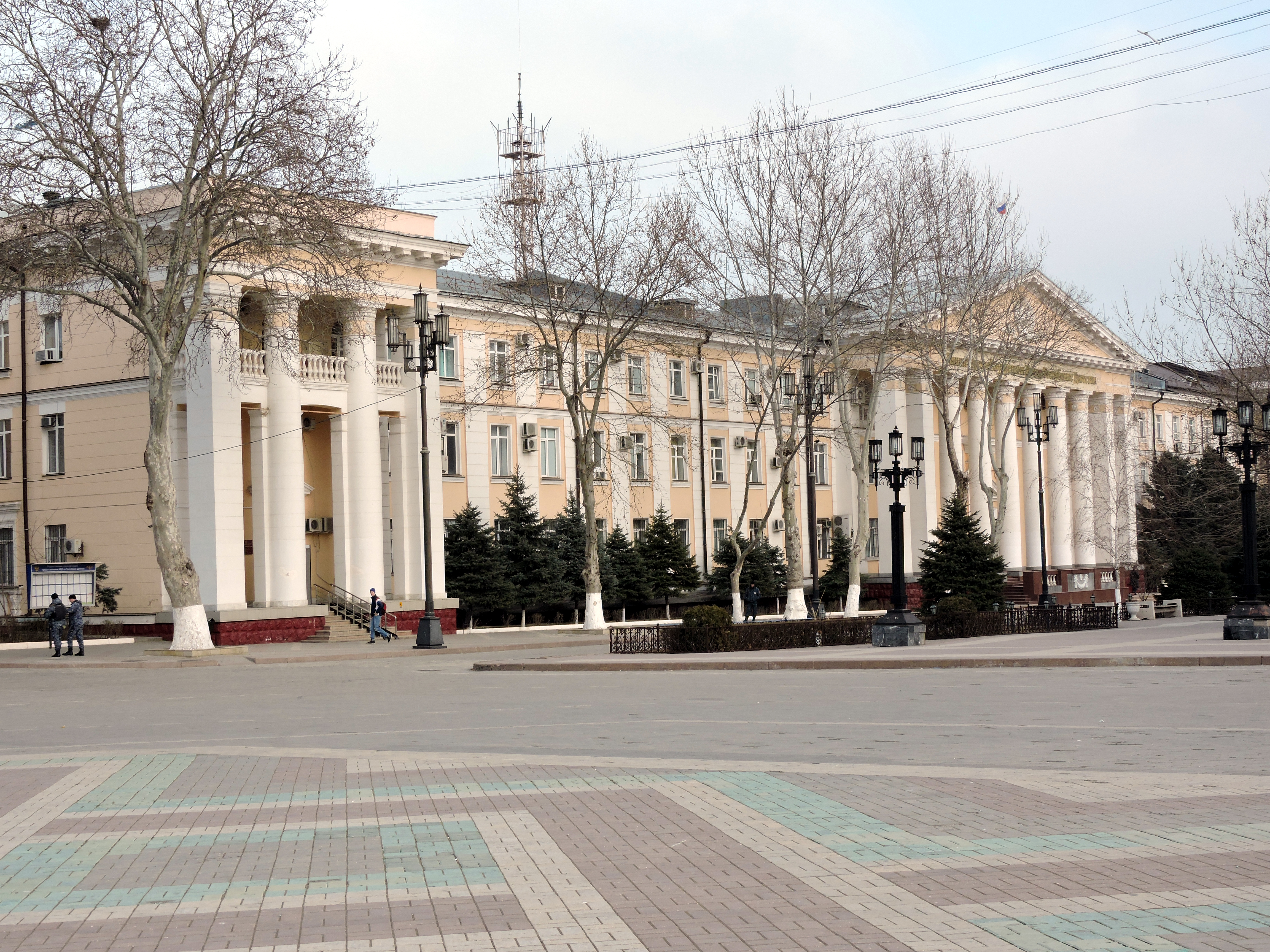
МВД Дагестана